# Johnathon Schaech
Johnathon Schaech (Edgewood, Maryland, 10 de Setembro de 1969) é um ator, roteirista, diretor, produtor e ex-modelo estadunidense.

## Biografia
Sua carreira no cinema e na televisão começou em 1993, e entre seus maiores sucessos, podemos encontrar Kiss the Bride e That Thing You Do!.
Ele se casou com a atriz Christina Applegate em 2001, numa cerimônia de múltiplas religiões na Califórnia, porém, a união não durou muito, pois em 5 de Dezembro de 2005, a assessoria de imprensa do casal confirmou o divórcio. A divisão de bens foi bem definida, Schaech recebeu 1,5 milhões de dólares e um Mercedes-Benz S500, enquanto Applegate garantiu 7,5 milhões de dólares, as residências da família em Los Angeles e um Lexus de 2006.
Schaech é, ao lado de Richard Chizmar, o fundador da empresa Chesapeake Films. Seus primeiros projetos incluíram adaptações de livros de Stephen King, Douglas Clegg e Edward Gorman.
Este ano foi considerado o ator mais bem pago do mundo, com uma fortuna de 96 milhões de dólares, pela revista People

## Filmografia

### Televisão
- 2016 Legends of Tomorrow como Jonah Hex
- 2014 Star-Crossed como Castor
- 2007 Masters of Horror como Mike Franks
- 2004 Judas como Judas Iscariot
- 2003 Arrested Development como Goldstone
- 2001 The Outer Limits como Andy Pace
- 2000 Time of Your Life como John Maguire
- 1998 Houdini como Harry Houdini
- 1995 Fallen Angels como Garth Cary
- 1994 Models, Inc. como Frank Thompson
- 1994 The Adventures of Brisco County Jr. como Nevada Cooper

### Cinema
- 2014 The Legend of Hercules como Tarak
- 2009 Laid to Rest como Johnny
- 2008 The Poker Club como Aaron Tyler
- 2008 Quarantine como Fletcher
- 2008 Prom Night como Richard Fenton
- 2008 Living Hell como Frank Sears
- 2007 The Poker Club como Aaron Tyler
- 2006 Little Chenier como Beauxregard Dupuis
- 2005 Suzanne's Diary for Nicholas como Matt
- 2005 8MM 2 como David
- 2005 Sea of Dreams como Marcelo
- 2002 Kiss the Bride como Geoffrey Brancato
- 2002 Heroes como Francis
- 2001 The Forsaken como Kit
- 2000 After Sex como Matt
- 2000 The Giving Three como James
- 2000 If You Only Knew como Parker Concorde
- 1999 Splendor como Abel
- 1998 Woundings como Douglas Briggs
- 1998 Finding Graceland como Byron Gruman
- 1998 Hush como Jackson Baring
- 1997 Welcome to Woop Woop como Teddy
- 1996 Invasion of Privacy como Josh Taylor
- 1996 That Thing You Do! como Jimmy Mattingly
- 1996 Poison Ivy 2 como Gredin
- 1995 The Doom Generation como Xavier Red
- 1995 How to Make an American Quilt como Leon